# Jon Z
Jon Z, pseudonimo di Jonathan Resto Quiñones (San Juan, 20 maggio 1991), è un rapper portoricano.

## Carriera
Jon Z ha iniziato a caricare i freestyle sul suo canale YouTube nel 2014. Ha tenuto concerti in tutta Portorico e ha catturato l'attenzione di Boy Wonder, che lo ha firmato per Chosen Few Emeralds Entertainment.
Il suo album di debutto, JonTrapVolta, è uscito nel 2017.
Nel 2018 ha partecipato alla serie tv Netflix basata sulla vita del rapper Nicky Jam.

## Discografia

### Album in studio
- 2017 - JonTrapVolta
- 2018 - SuperSayianFlow
- 2019 - Voodoo (con Baby Rasta)
- 2020 - Perdonen por la espera
- 2022 - Proyecto Z